# NGC 4506
NGC 4506 is een balkspiraalstelsel in het sterrenbeeld Hoofdhaar. Het hemelobject werd op 14 januari 1787 ontdekt door de Duits-Britse astronoom William Herschel.

## Synoniemen
- UGC 7682
- MCG 2-32-120
- ZWG 70.152
- VCC 1419
- PGC 41546